# Gómez Manrique
Gómez Manrique (Amusco, 1412 körül – 1490) spanyol költő, drámaíró, politikus, katona, Rodrigo Manrique de Lara katonai vezető testvére, Jorge Manrique költő nagybátyja, Santillana márki unokaöccse. A spanyol színpad egyik előfutára.

## Élete
Kiváló katonaként ismert, aki jelentős politikai befolyással is rendelkezett. toledói kinevezésekor megvédte a népharagtól a megtért zsidókat. Egyik vezetője volt a IV. Henrik kasztíliai király ellen lázadó nemeseknek. A Kasztíliában élt szicíliai származású humanista tudós, Lucio Marineo csodálatát is kiváltotta bátorságával, okosságával és írásaival, melyeket Cancionerójába foglalt (de ez a daloskönyv csak 1885-ben jelent meg). 

## Irodalmi munkássága
Költészetét tematikai gazdagság jellemzi, egyaránt írt emelkedett és játékos, ünnepélyes és bensőséges hangvételű költeményeket. Az utolsó spanyol költő, aki néha még a galiciai nyelvet is használta; Szerelmi csatája (Batalla de amoros) galiciai mintát követő paródia. Kora nagyjainak címzett, nagy műgonddal készült költeményeiben – El planto de las Virtudes e Poesía por el magnífico señor D. Íñigo López de Mendoza (Santillana márkihoz) és Coplas al contador Diego Arías de Avila –, a méltányosság, a mérséklet hívének mutatkozik. Ezt tükrözik a hölgyek védelmében írt lovagi versei is. Kiemelkedő műve, a Consejos (Tanácsok) ihlette unokaöccsét a maga elégiájának megírása közben. A politikai szatíra műfajába tartozik Exclamación y querella de la gobernación című költeménye, melyben szomúan szemléli a zavaros kasztíliai helyzetet, panaszolja a rend és a morális alapok megrendülését, keserűen ostorozza a fölfordult világot.

### A spanyol színpad egyik előfutára
Külön hely illeti meg Gómez Manrique színpadi műveit; nem művészi értékek miatt, hanem mert e korból fennmaradt egyetlen (?) spanyol drámai szövegek. Két rövid vallási témájú darabja ismert. 
- A Representación del nacimiento de Nuestro Señor (Urunk születése) című liturgikus dráma, misztérium 1476-ban a calabazanosi kolostorban (Palencia tartomány) került színre, ahol az író húga volt az apácafőnök. A karácsonyi előadásra szánt, 180 nyolc szótagos strófából álló darabban egy angyal eloszlatja József kétségeit Mária születendő gyermekének eredetére vonatkozólag, majd az angyalok serege kihirdeti a Megváltó születését, pásztorok és angyalok a gyermek imádására sietnek, és a játékot a kar altatódala zárja.
- A Lamentaciónes fechas para Semana Santa (Siralom a szent héten) húsvéti dráma, minden strófája Ó, jaj! felkiáltással kezdődik (valószínűleg zenére írt darab volt).

Gómez Manrique világi jellegű színpadi játékokat, ún. momó-kat is készített ünnepi alkalmakra: az egyiket újszülött unokája köszöntésére, egy másikat Izabella infánsnő, a későbbi I. Izabella kasztíliai királynő testvére, Alfonz születésnapjára (Momos de doña Isabel por su hermano don Alfonso, 1467).
Költeményeinek egy részét a halála után, 1511-ben kinyomtatott Cancionero general (Általános daloskönyv) című nevezetes gyűjtemény őrizte meg. Életművét 1885-ben adták ki.